# Carl Blümel (Archäologe)
Carl Blümel (* 13. April 1893 in Berlin; † 10. November 1976 ebenda) war ein deutscher Bildhauer und Klassischer Archäologe.

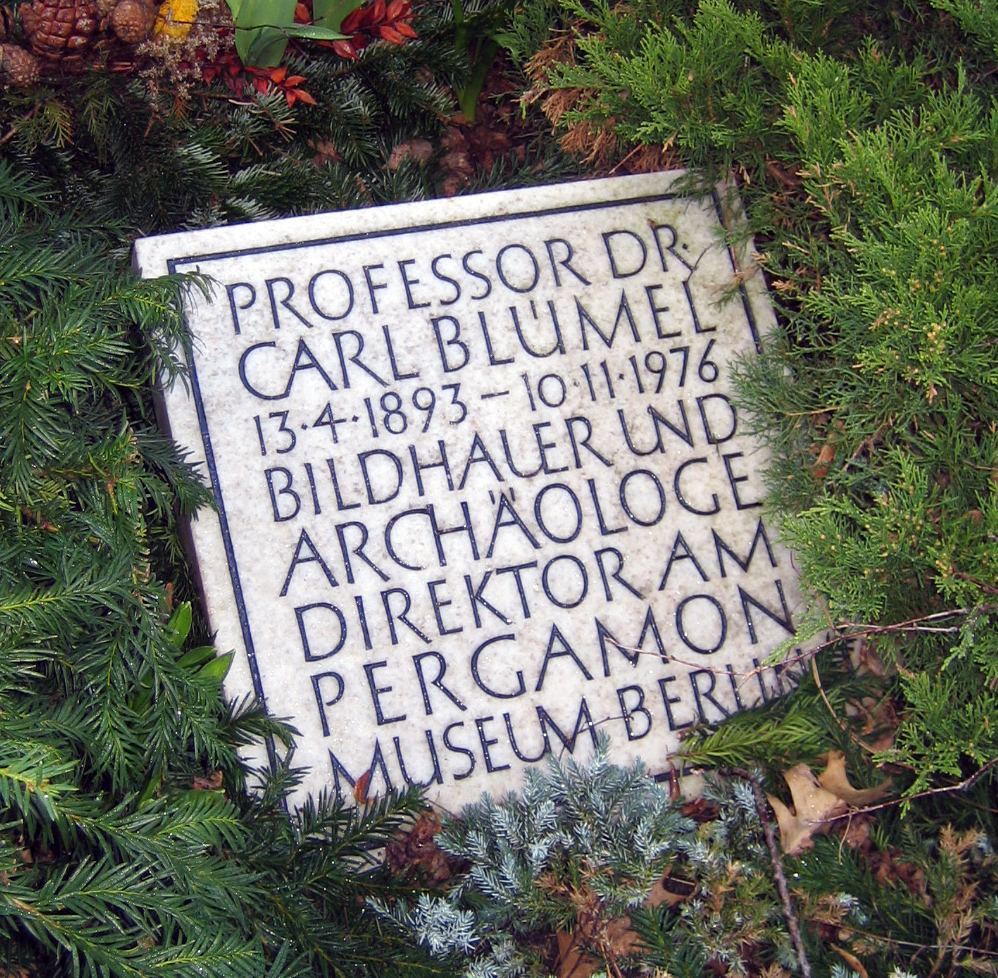
Grab von Carl Blümel

## Leben
Carl Blümel wuchs als Sohn des Gymnasiallehrers Anton Blümel und seiner Frau Maria in einem katholischen Elternhaus auf und legte 1911 am Luisenstädtischen Gymnasium in Berlin das Abitur ab. Anschließend studierte er Klassische Archäologie, Philologie und Kunstgeschichte an der Berliner Universität. Zu seinen Lehrern zählten Ulrich von Wilamowitz-Moellendorff und Georg Loeschcke. Er nahm am Ersten Weltkrieg teil und wurde als Offizier mit dem Hohenzollern-Hausorden ausgezeichnet. Erst nach dem Ende des Zweiten Weltkrieges wandte sich der ausgebildete Bildhauer der Altertumswissenschaft zu.
1922 wurde Carl Blümel bei Ferdinand Noack mit der Arbeit Der Fries des Tempels der Athena Nike promoviert und erhielt 1924/25 das Reisestipendium des Deutschen Archäologischen Instituts. Ab 1927 arbeitete er an der Antikensammlung der Staatlichen Museen zu Berlin, dort wurde er 1929 zum Kustos und 1935 zum Professor ernannt. 1947 übernahm Carl Blümel schließlich die Leitung der Berliner Antikensammlung, die er bis zu seiner Pensionierung 1961 innehatte.
Als gelernter Bildhauer hatte seine Arbeit besonderen Einfluss auf seine Beschäftigung mit antiker Bildhauertechnik. Besonders hat das auf die Debatte um den Hermes von Olympia eingewirkt, wobei er die Auffassung vertrat, dass die Figur griechischen und nicht römischen Ursprungs sei. Dies begründete er nicht nur durch stilkritische Argumente, sondern auch mit den technischen Bearbeitungsspuren an dem Bildwerk.
Sein Erstlingswerk Griechische Bildhauerarbeit erschien im Jahr 1927 und sein Werk aus dem Jahr 1940 Griechische Bildhauer an der Arbeit machte ihn einer breiteren Öffentlichkeit bekannt.
Carl Blümel ist in dem Familiengrab der Familie Blümel auf dem Kirchhof der St.-Michael-Gemeinde an der Hermannstraße in Berlin-Neukölln beerdigt.

## Werk
- Schmerzensmann auf dem Friedhof an der Michaelis-Kirche in Berlin-Schöneberg

## Schriften
- Der Fries des Tempels der Athena Nike. Berlin 1923 (Dissertation).
- Griechische Bildhauerarbeit. Berlin 1927 (Digitalisat).
- Katalog der Sammlung antiker Skulpturen. Staatliche Museen
  - Band 2, 1: Griechische Skulpturen des sechsten und fünften Jahrhunderts v. Chr. Verlag für Kunstwissenschaft, Berlin 1940.
  - Band 3: Katalog der griechischen Skulpturen des fünften und vierten Jahrhunderts v. Ch.  H. Schoetz & Co., Berlin 1928
  - Band 4: Römische Kopien griechischer Skulpturen des fünften Jahrhunderts v. Chr. H. Schoetz & Co., Berlin 1931
  - Band 5: Römische Kopien griechischer Skulpturen des vierten Jahrhunderts v. Chr. Verlag für Kunstwissenschaft, Berlin 1938
  - [Band 6]: Römische Bildnisse. Verlag für Kunstwissenschaft, Berlin 1933
- Griechische Bildhauer an der Arbeit, Berlin 1940.
- Der Hermes eines Praxiteles, Baden-Baden 1948.
- Phidiasische Reliefs und Parthenonfries, Berlin 1957.
- Die archaisch-griechischen Skulpturen der Staatlichen Museen zu Berlin. Akademie-Verlag, Berlin 1963.
- Die klassisch-griechischen Skulpturen der Staatlichen Museen zu Berlin. Akademie-Verlag, Berlin 1966.